# Aha Shake Heartbreak
Albums de Kings of Leon
Youth and Young Manhood
(2003) Because of the Times
(2007)
Singles
1. The Bucket
Sortie : 25 octobre 2004
2. Four Kicks
Sortie : 17 janvier 2005
3. King of the Rodeo
Sortie : 11 avril 2005

Aha Shake Heartbreak est le deuxième album du groupe américain de rock alternatif Kings of Leon, publié le  1er novembre 2004 au Royaume-Uni et le 22 février 2005 aux États-Unis, par RCA Records.

## Histoire de l’album
Bien que le groupe n’ait jamais eu une large audience, cet album reçoit une très bonne critique à sa sortie et est largement apprécié par les fans. Il montre un développement important dans la maturité de l’écriture comparé à leur premier album Youth and Young Manhood, qui est largement inspiré des racines sudistes du groupe.
Il existe deux versions de l’album, la version originale avec une orchidée (suggérant une position sexuelle) sur fond blanc et la seconde version où l’orchidée est sensiblement différente et sur fond noir. La seconde version contient un titre supplémentaire Where Nobody Knows.
Le titre de l’album est tiré de la troisième chanson, Taper Jean Girl que l'on retrouve dans le film Paranoïak avec Shia LaBeouf.
C'est le seul album du groupe comportant le label Parental advisory.

## Liste des chansons
Toutes les chansons sont écrites et composées par Caleb Followill, Nathan Followill et Angelo Petraglia.
| No  | Titre                      | Durée     |
| --- | -------------------------- | --------- |
| 1.  | Slow Night, So Long        | 2:46/3:54 |
| 2.  | King of the Rodeo          | 2:25      |
| 3.  | Taper Jean Girl            | 3:05      |
| 4.  | Pistol of Fire             | 2:20      |
| 5.  | Milk                       | 4:00      |
| 6.  | The Bucket                 | 2:55      |
| 7.  | Soft                       | 2:59      |
| 8.  | Razz                       | 2:15      |
| 9.  | Day Old Blues              | 3:33      |
| 10. | Four Kicks                 | 2:09      |
| 11. | Velvet Snow                | 2:11      |
| 12. | Rememo                     | 3:23      |
| 13. | Where Nobody Knows (Bonus) | 2:24      |